# Hej hej Monika
Hej hej Monika är en singel av Nic & the Family som lanserades 2004 och skrevs av sångaren Nicolaj Schröder samt Felix Rodriguez och Maja Ivarsson från bandet The Sounds, under pseudonymerna Joey Demo och Nancy Blond.

## Bakgrund och inspelning
"Hej hej Monika" handlar om en tjej som Schröder var kär i under 1990-talet och hon har av bandmedlemmarna beskrivits som "den där tjejen på högstadiet som alla tittade på, men ingen vågade prata med". Schröder sade i en intervju i juli 2004 att han inte kände tjejen i verkligheten och att han därför inte visste hur hon har reagerat på låten. Han har poängterat att även om tjejen finns i verkligheten heter hon inte Monika. Den första versionen av låten skapade Schröder tillsammans med några vänner i åttonde klass på Wieselgrensskolan i Helsingborg. Under deras repetitioner kände de att "vi tvunget [skulle] ha en låt som hette som ett tjejnamn". Schröder valde namnet Monika eftersom "ingen man direkt kände hette så, jag hade haft en mattant på mellanstadiet som hette Monika". Bandet uppträdde med låten vid ett skolarrangemang på Ångfärjestationen, vilket lockade en åhörare. Bandet lades ned kort därefter.
Runt millennieskiftet var Schröder medlem i Teater Inkompetent och han hade ambitionen att "göra musik för busiga barn". En källarlokal i Helsingborg blev samlingspunkten för kreativa ungdomar, där bland annat The Sounds repade. Schröder extraknäckte som chaufför åt The Sounds bandmedlemmar och regisserade två av deras musikvideor. På en efterfest spelade Schröder "Hej hej Monika" och Rodriguez samt Ivarsson visade intresse för låten. Tillsammans skrev de om låtens text och musik och spelade in den på en fyrkanals portastudio. I låten sjungs dess titel 55 gånger.
Textraderna "Kalla blickar, kalla kårar, och du var bara fjorton vårar" har Schröder tagit från en av sina egna upplevelser på mellanstadiet. Han och en vän använde då Heta linjen för att bestämma dejt med två tjejer, som var åtminstone tre år äldre än dem. Dock vågade varken Schröder eller vännen gå fram och prata med tjejerna utan de gömde sig istället bakom några bilar.

## Musikvideo
"Jag fick en idé. Att om jag gör den där grejen vid kiosken om en flirt som är helt apart och bara matar på allt vad jag pallar i något slags frustration och så den här spastiska dansen som är inspirerad av något slags tonårsryck när man ska sova – 'åh varför gjorde jag så, aj aj aj, och varför sa jag inte...?' – så borde det bli intressant. [...] I Teater Inkompetent var min roll att spela lite mer högenergiska karaktärer. Så jag hade definitivt inte svårt att komma åt de där frustrationerna."
Musikvideon spelades främst in vid Regnbågens kiosk på Eskilsminne i Helsingborg. Musikvideon spelades in under tre timmar en eftermiddag i november 2003 och regissörer var Emil Larsson och Martin Jern, som tidigare hade använt flera av skådespelarna till deras debutfilm som då gick under namnet 042-rules. Denna film bytte sedan namn till Fjorton suger och "Hej hej Monika" spelas under filmens gång. I en av huvudrollerna syns Otto Blücker och han medverkade senare även i musikvideon till "Hej det är Nic... klick".
Musikvideon skickades till ZTV, som valde att köra den som "hitvarning" två veckor i sträck.

## Coverversioner
En japansk version av låten finns med på Nic & the Familys debutalbum med titeln "ねぇねぇ モモコ" ("Nee nee Momoko"). Schröder har sagt att låten "är ju mycket bättre på japanska. Den får en helt annan desperation." Den spelades även in på danska, men såldes enbart i tio exemplar.
En omgjord version av låten kom med på Bamses dunder-hits från 2005 under namnet "Hej, hopp, Minihopp!".
Sylvia Vrethammar tolkade låten i säsong 3 av Så mycket bättre, både i en soloversion och i en duett tillsammans med Maja Ivarsson.
Den 12 december 2017 sjöng YouTube-profilen Felix Kjellberg (alias PewDiePie) en cover på låten i en av sina videor, som månaden efter laddades upp i en remixversion av honom och i juni 2018 laddades upp i en annan remix av Party In Backyard. Samma månad släppte den japanska virtuella YouTube-profilen Kizuna Ai en cover till följd av PewDiePies cover.

## Mottagande och eftermäle
"Hej hej Monika" blev en stor sommarhit i Sverige, sålde platina och Aftonbladet utnämnde den 2006 till "årtiondets värsta sommarplåga", något Schröder tog som en komplimang. Även Dagens Nyheter har benämnt låten som en sommarplåga. Schröder tycker själv att "Hej hej Monika" är en härlig låt. På Dagensskiva.com gavs "Hej hej Monika" betyget 3 av 10. "Hej hej Monika" nominerades för en Grammis, genom en publik omröstning i samarbete med TV4, i kategorin Årets låt inför Grammisgalan den 7 februari 2005; dock förlorade låten till Raymond & Marias "Ingen vill veta var du köpt din tröja".
I maj 2004 valdes "Hej hej Monika" till den officiella festivallåten för Allkårsfestivalen vid Växjö universitet. Det innebar att låten var tvungen att spelas minst en gång var femtonde minut i högtalarsystemet på campus under hela festivalen, vilket var en onsdag till lördag. Warner Music räknade ut att frasen "Hej hej Monika" skulle höras 53 000 gånger under festivalens gång.
I slutet av "Hej det är Nic... klick" ringer Monika upp Nic, men han avbryter samtalet innan hon har hunnit presentera sig helt.
Titeln "Hej hej Monika" inspirerade albumtiteln Hej hej skiva samt sommarlovsprogrammet Hej hej sommar, som sändes på SVT mellan 2006 och 2008 och som Schröder var värd för 2006–2007.

## Topplistor
| Lista (2004)                   | Topplacering |
| ------------------------------ | ------------ |
| Sverige (Svenska singellistan) | 1            |
| Sverige (Svensktoppen)         | 10           |
| Sverige (Trackslistan)         | 10           |